# Talisayan
Talisayan ist eine philippinische Stadtgemeinde in der Provinz Misamis Oriental. Sie hat 24.505 Einwohner (Zensus 1. August 2015).

## Baranggays
Talisayan ist politisch in 18 Baranggays unterteilt.
| - Bugdang - Calamcam - Casibole - Macopa - Magkarila - Mahayag - Mandahilag - Mintabon - Pangpangon | - Poblacion - Pook - Punta Santiago - Puting Balas - San Jose - Santa Ines - Sibantang - Sindangan - Tagbocboc |